# Cesson-Sévigné
Cesson-Sévigné is een gemeente in het Franse departement Ille-et-Vilaine, in Bretagne. De gemeente telde 18.076 inwoners op 1 januari 2022. De plaats maakt deel uit van het arrondissement Rennes en ligt tegen de bebouwing van Rennes aan.
In Cesson-Sévigné ligt de spoorweghalte station Cesson-Sévigné.

## Geschiedenis
Cesson is ontstaan in de 11e eeuw rond een feodaal kasteel. Dit behoorde in de 11e en 12e eeuw toe aan de geslachten Cesson en Sévigné. In 1679 werd het kasteel verkocht aan de familie de Boisgeslin. Die lieten in de 18e eeuw het huidige kasteel bouwen. Pas in 1921 nam de gemeente Cesson de naam Cesson-Sévigné als eerbetoon aan dit adellijk geslacht.

## Geografie
De oppervlakte van  bedroeg op 1 januari 2022 32,14 vierkante kilometer; de bevolkingsdichtheid was toen 562,4 inwoners per km².
De Vilaine stroomt door de gemeente.
De onderstaande kaart toont de ligging van Cesson-Sévigné met de belangrijkste infrastructuur en aangrenzende gemeenten.

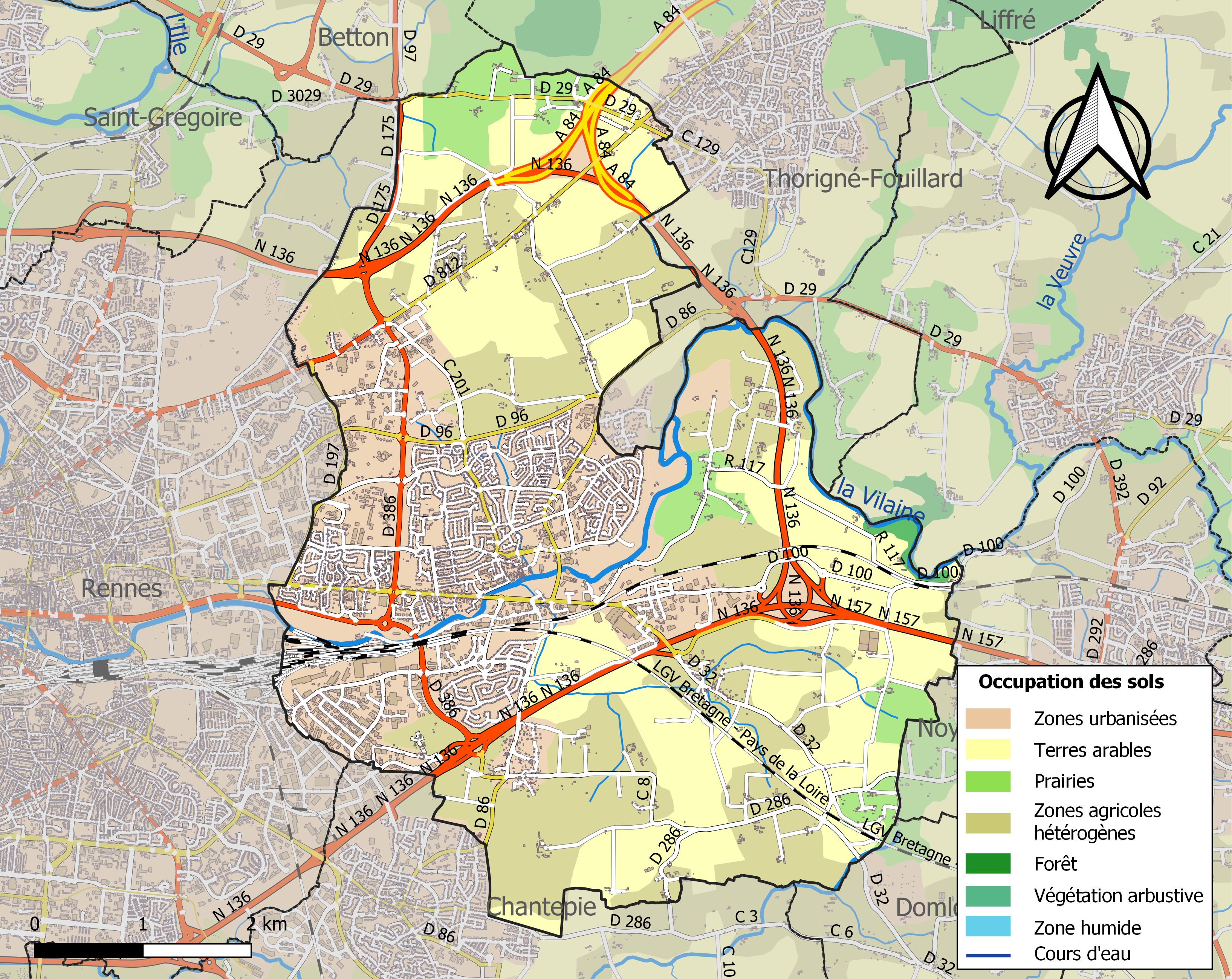

## Demografie
Onderstaande figuur toont het verloop van het inwonertal, bron: INSEE-tellingen. 